# Naval Education and Training Command
Il Naval Education and Training Command (NETC) è un comando dell'U.S. Navy, responsabile di tutto il processo di reclutamento e formazione per la United States Navy. Il quartier generale è situato presso Pensacola, Florida.

## Organizzazione
- Navy Recruiting Command
- Naval Service Training Command
- Center for Explosive Ordnance Disposal and Diving
- Center for Information Warfare Training
- Center for Naval Aviation Technical Training
- Center for Seabees and Facilities Engineering
- Center for Security Forces
- Center for Service Support
- Engineering Duty Officer School
- Naval Aviation Schools Command
  - Aviation Training School
  - Aviation Enlisted Aircrew Training School
  - Aviation Water Survival Department
  - N7/ Safety Office
- Naval Education and Training Professional Development Center
- Naval Education and Training Security Assistance Field Activity
- Naval Leadership and Ethics Center
- Naval Special Warfare Leadership Education and Development Command
- Senior Enlisted Academy
- Submarine Learning Center
- Surface Combat Systems Training Command
- Surface Warfare Schools Command